# جرجن نیلسن
جرجن نیلسن (انگلیسی: Jørgen Nielsen؛ زادهٔ ۶ مهٔ ۱۹۷۱) بازیکن فوتبال اهل دانمارک است.
از باشگاه‌هایی که در آن بازی کرده‌است می‌توان به باشگاه فوتبال لیورپول، باشگاه فوتبال ولورهمپتون واندررز، و باشگاه فوتبال نورشلان اشاره کرد.